# Aeroporto de Santo Ângelo
O Aeroporto de Santo Ângelo - Sepé Tiaraju (IATA: GEL, ICAO: SBNM) é um aeroporto regional brasileiro, localizado no município de Santo Ângelo, estado do Rio Grande do Sul. Situa-se na Rodovia Comandante Egydio Pedro Flach (trecho da rodovia (ERS-218) de acesso ao aeroporto), a 13 km do centro da cidade.

## História
Possui uma pista de pouso e decolagem pavimentada e sinalizada de 1.625 m de comprimento. Suas coordenadas geográficas são as seguintes: 28°16'51" de latitude Sul e 54°10'16" de longitude Oeste.
Até dezembro de 2006, a companhia aérea operadora era a OceanAir. Após um período sem voos comerciais, a NHT Linhas Aéreas (atualmente denominada Brava Linhas Aéreas) iniciou a operar no dia 22 de janeiro de 2007.
Junto ao aeroporto encontram-se as instalações do Aeroclube de Santo Ângelo, a escola de aviação pioneira no interior do estado.
No dia 14 de junho de 2013 o aeroporto foi interditado para voos comerciais para iniciar uma reforma na pista, iluminação e para o cercamento do local, a obra atrasou um pouco por conta de novos investimentos que foram colocados no contrato de última hora, a obra teve início oficial no dia 17 de junho de 2013 e foi prevista para ser finalizada no dia 31 de agosto do mesmo ano, porém outros investimentos estão em andamento até o mês de fevereiro de 2014. O aeroporto está aberto apenas para pousos e decolagens de aviões de treinamento do aeroclube que é instalado no mesmo local.
Com a amplificação da pista, o aeroporto poderá receber aviões de até 120 passageiros, o custo total da obra foi mais de 5 milhões de reais. O principal objetivo da reforma do aeroporto é incluir novos voos diários para São Paulo e outras regiões do Brasil para impulsionar a economia e o turismo do local, cogita-se até o recebimento de voos internacionais.
A obra no aeroporto sofreu mais um atraso por conta da usina de asfalto ter fechado, a empresa responsável pela reforma da pista do aeroporto teve de buscar outra, as obras então foram adiadas para até meados de fevereiro de 2014. A reforma terminou em meados de maio de 2016, sendo inaugurada em seguida. A obra custou pouco mais de 5 milhões de reais e contou com recursos do PROFAA (Programa Federal de Auxílio a Aeroportos da Secretaria de Aviação Civil). 

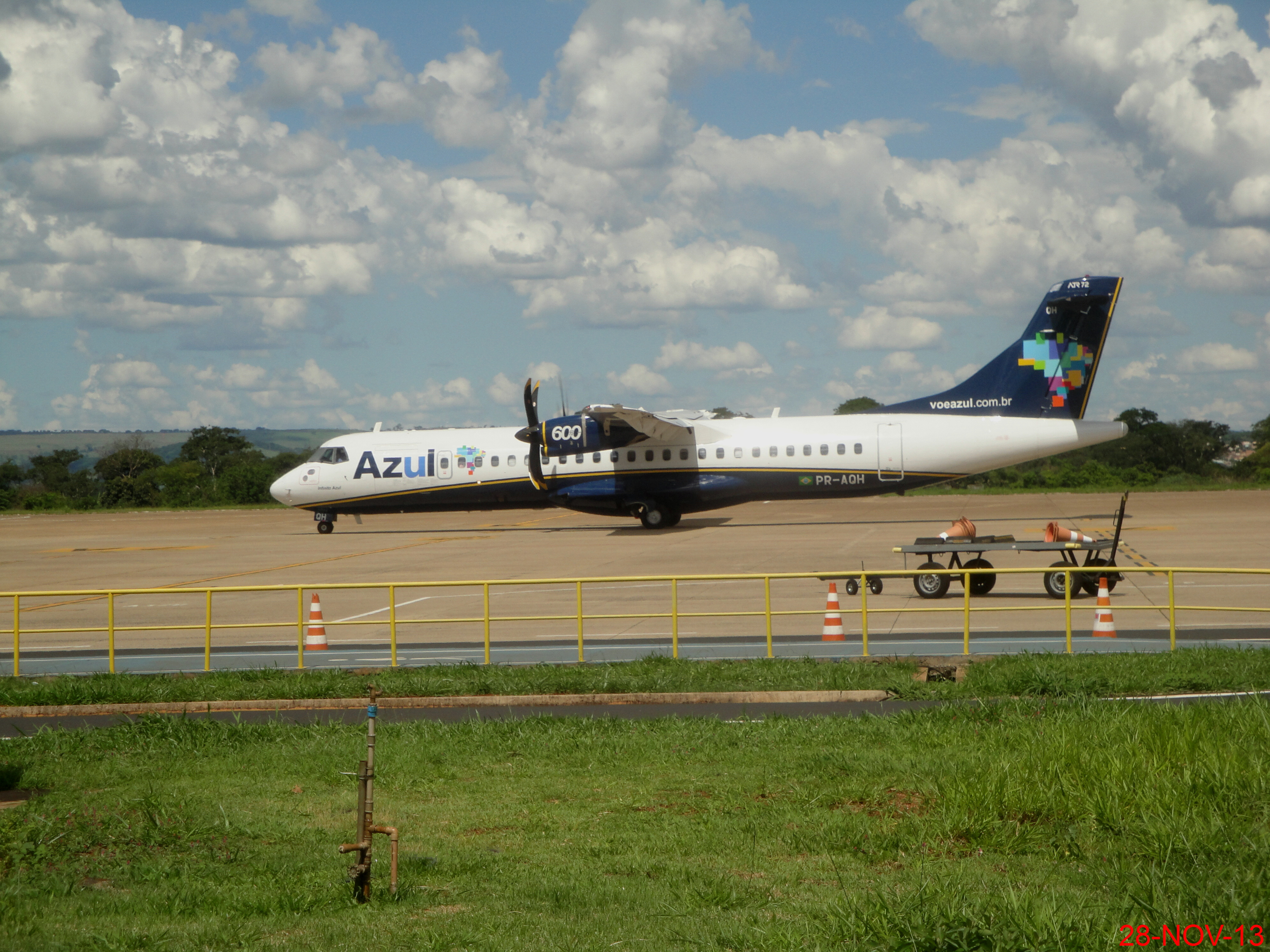
Aeronave ATR 72 da Azul Linhas Aéreas que opera a ligação de Santo Ângelo e Porto Alegre diariamente.

Hoje, (2021) operam no aeroporto, vôos da empresa Azul Linhas Aéreas com regularidade para Porto Alegre/RS, tendo vôos de Segunda a Sexta Feira, onde as passagens podem ser adquiridas no endereço www.voeazul.com.br.
Estão em andamento um projeto de ampliação do terminal de passageiros, melhorando a infraestrutura para os passageiros que usam o aeroporto.
No dia 01 de Julho de 2022 foi publicada a portaria da ANAC autorizando a operação de Boeing 737-800 junto ao Aeroporto Regional Sepé Tiarajú. Com esta autorização, poderemos ter ligação com São Paulo. A Empresa Gol já manifestou interesse em realização este voo. 

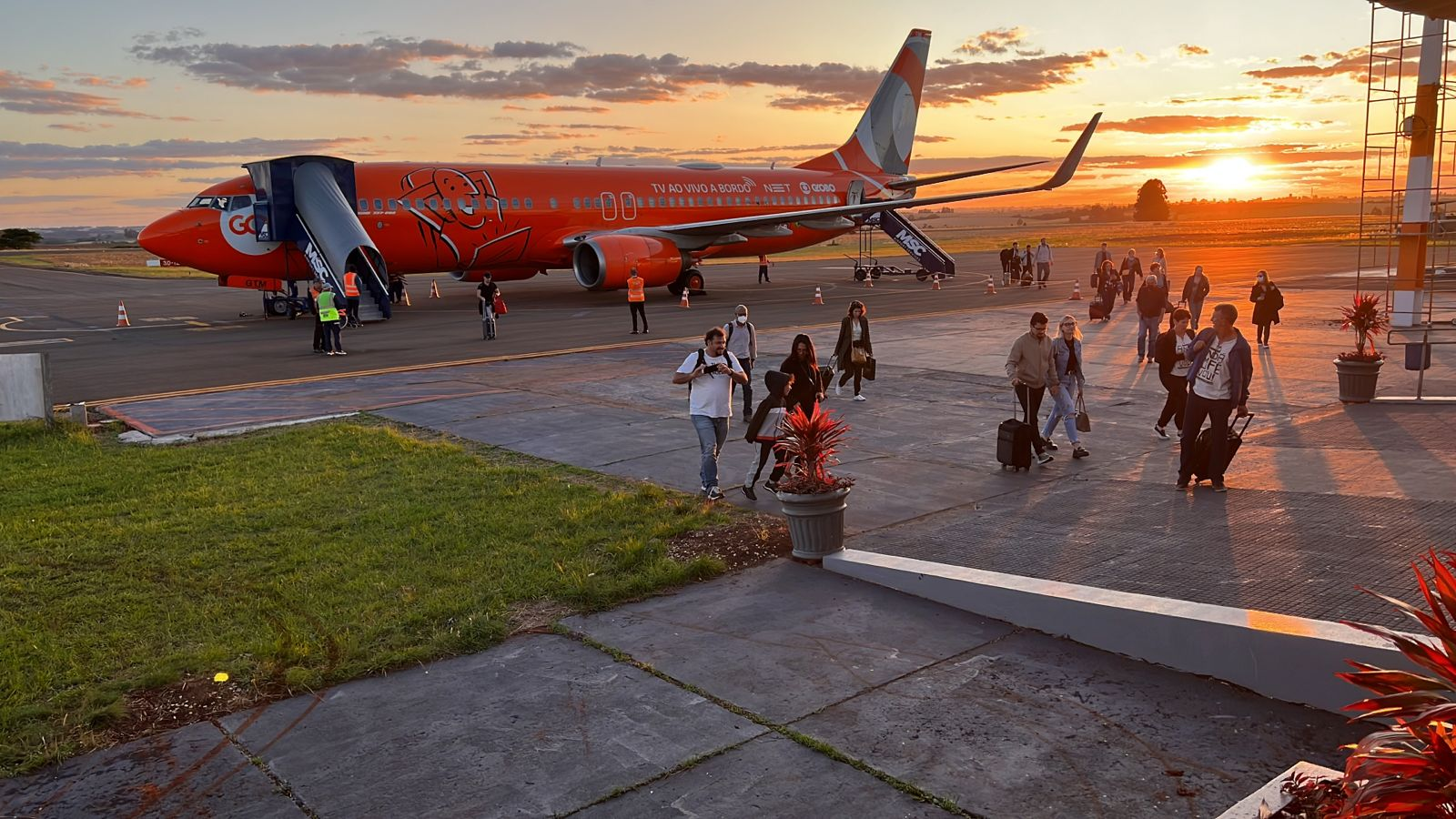
Aeronave 737-800 da Gol Linhas Aéreas, com operação ligando Santo Ângelo ao Aeroporto de Guarulhos em São Paulo

No dia 18 de Outubro de 2022 em diante começam operar voos diretos do Aeroporto Regional Sepé Tiaraju (GEL) para o Aeroporto de Guarulhos (GRU), em São Paulo. O aeroporto terá voos terças-feira, quinta-feira e sábados e as passagens já podem ser adquiridas no endereço www.voegol.com.br

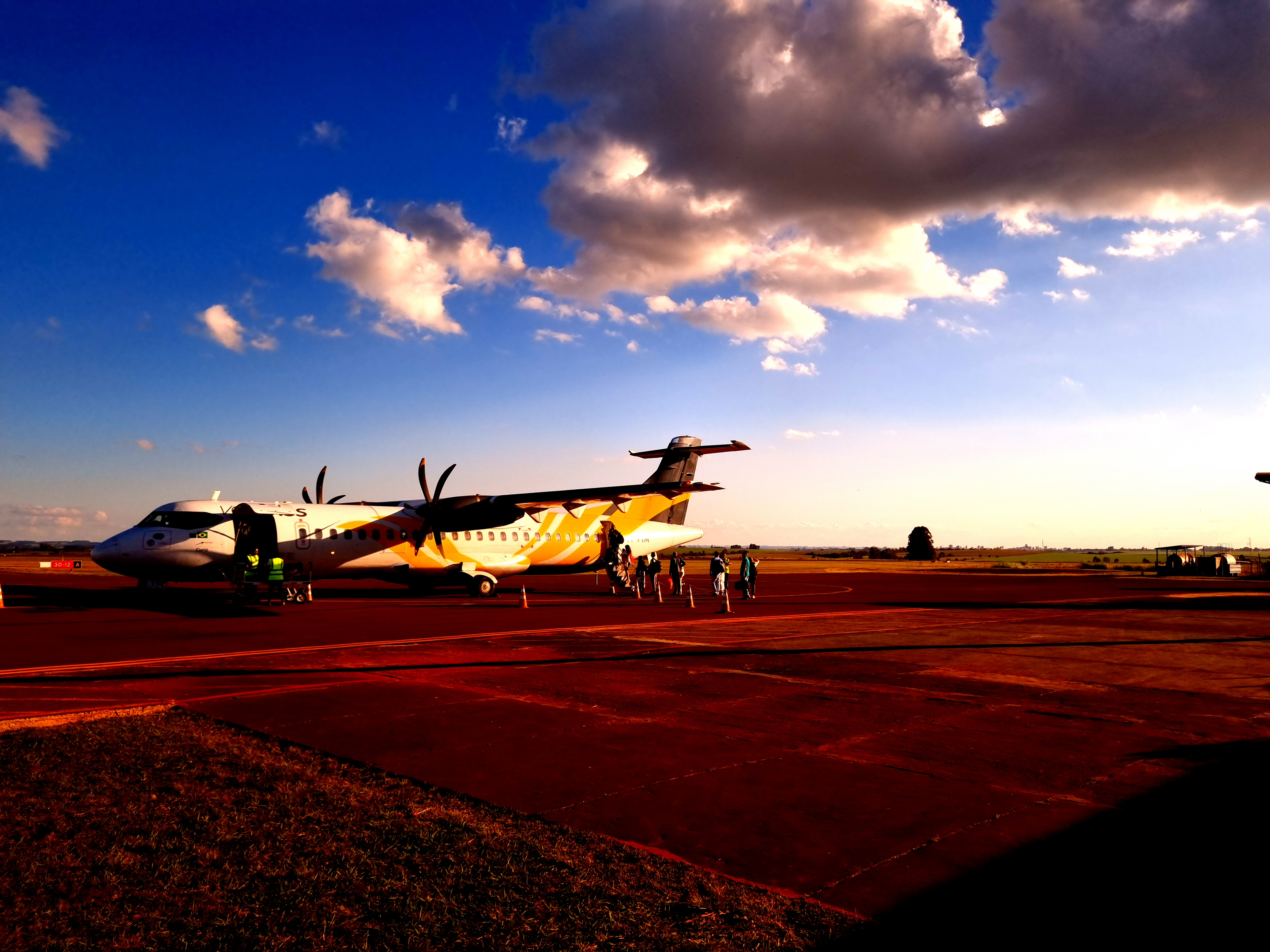
Aeronave ATR72 da Voopass no voo inaugural, ligando Santo Ângelo à Porto Alegre

Em Junho de 2023, iniciou as operações da LATAM/VOEPASS, com operações na semana, com ligando Santo Ângelo à Porto Alegre.
Com esta operação, o Aeroporto Sepé Tiarajú tem as 3 maiores operadoras do Brasil disponibilizando voos para toda a população noroestes.
O Aeroporto Regional Sepé Tiaraju de Santo Ângelo/RS, tem uma Estação Prestadora de Serviços de Telecomunicações e de Tráfego Aéreo (EPTA), que dá apoio ao trafego aéreo dando mais segurança aos vôos.
Também no aeroporto existe uma filial da Localiza, para locação de veículos. AVISO DE PAUTA: Ministério entrega reforma do aeroporto de Santo Ângelo (Consultado em 21 de maio de 2016)

## Informações sobre o aeroporto
- Informações aeroportuárias para SBNM (em inglês) no Great Circle Mapper.
- Informações aeroportuárias para SBNM (em inglês) no The Airport Guide.
- Informações aeroportuárias para SBNM (em inglês) no World Aero Data.